# Nixie-cső

Egy GN-4 Nixie-cső tíz számjegye

A Nixie-cső vagy másik nevén számkijelző cső egy gázkisüléses elektroncső; egy elektronikai eszköz, amelyet számjegyek és egyéb információk kijelzésére használtak a LED és az LCD kijelzők elterjedése előtt. A szerkezet lényegében egy üvegcső, amelyben egy drótháló (anód) és több különböző számjegy, vagy egyéb szimbólum alakú katód található. A Nixie-csövek általában a számjegyeket (0-9) és a tizedespontot tudják megjeleníteni (esetleg egyet-egyet a számjegy mindkét oldalán), de bármely más szimbólum megjelenítésére képes lehet. Ha valamelyik katódot feszültség alá helyezik, körülötte színesen ragyogó gázkisülés jön létre. A kijelzés színét az üvegcsőben található kisnyomású gázkeverék határozza meg; de általában narancssárga és vörös között változik. Ez a gázkeverék általában nagyrészt neonból, kisrészt argonból és higanyból álló Penning keverék.
Bár megjelenésében hasonlít az elektroncsőre, működése nem függ a fűtött katódról kilépő elektronok izzókatódos kibocsátásától. Ezért a glimmlámpához hasonlóan hidegkatódos működésű, azaz fogyasztása és hőleadása nem jelentős. Az ilyen csövek környezeti hőmérsékletű szobában ritkán haladják meg a 40 °C-ot, még a legextrémebb működési feltételek mellett is.
Mivel a számok, illetve egyéb karakterek egymás mögött vannak elhelyezve, minden karakter különböző mélységben tűnik fel; ez jellegzetes megjelenést kölcsönöz a Nixie alapú kijelzőknek. Egy ehhez kapcsolódó másik eszköz a pixie-cső, amely szám alakú lyukakkal ellátott stencil maszkot használ katódok helyett. Egyes orosz Nixie-csövek, például az IN-14, fejjel lefelé fordított 2-es számjegyet használ az 5-ös helyett; feltehetőleg a gyártási költségek alacsonyan tartása miatt, mivel ennek nincs egyéb nyilvánvaló technikai, vagy esztétikai oka.
Minden egyes katód jellegzetes vörös-narancssárga színű neonfénybe borítható a katód és az anód közti, körülbelül 170 voltos, 1-2 milliamperes egyenárammal. Az áram-korlátozás néhány tízezer ohmos anód ellenállással valósul meg. A Nixie-csövek negatív ellenállást mutatnak, és fényüket jellemzően a gyújtófeszültségnél 20-30 volttal kisebb feszültségen is fenntartják. A különböző típusok között színvariációk figyelhetőek meg, ezt a felhasznált gázkeverékek eltérése idézi elő. A később gyártott, hosszabb élettartamú csövekben higanyt alkalmaztak a kilökődés (sputtering) csökkentésére, miáltal a kibocsátott fény kék vagy lila árnyalatúvá vált. Néhány esetben ezeket a színeket az üvegre bevonatolt, vörös vagy narancssárga szűrők segítségével kiszűrik.

## Alkalmazása és élettartama

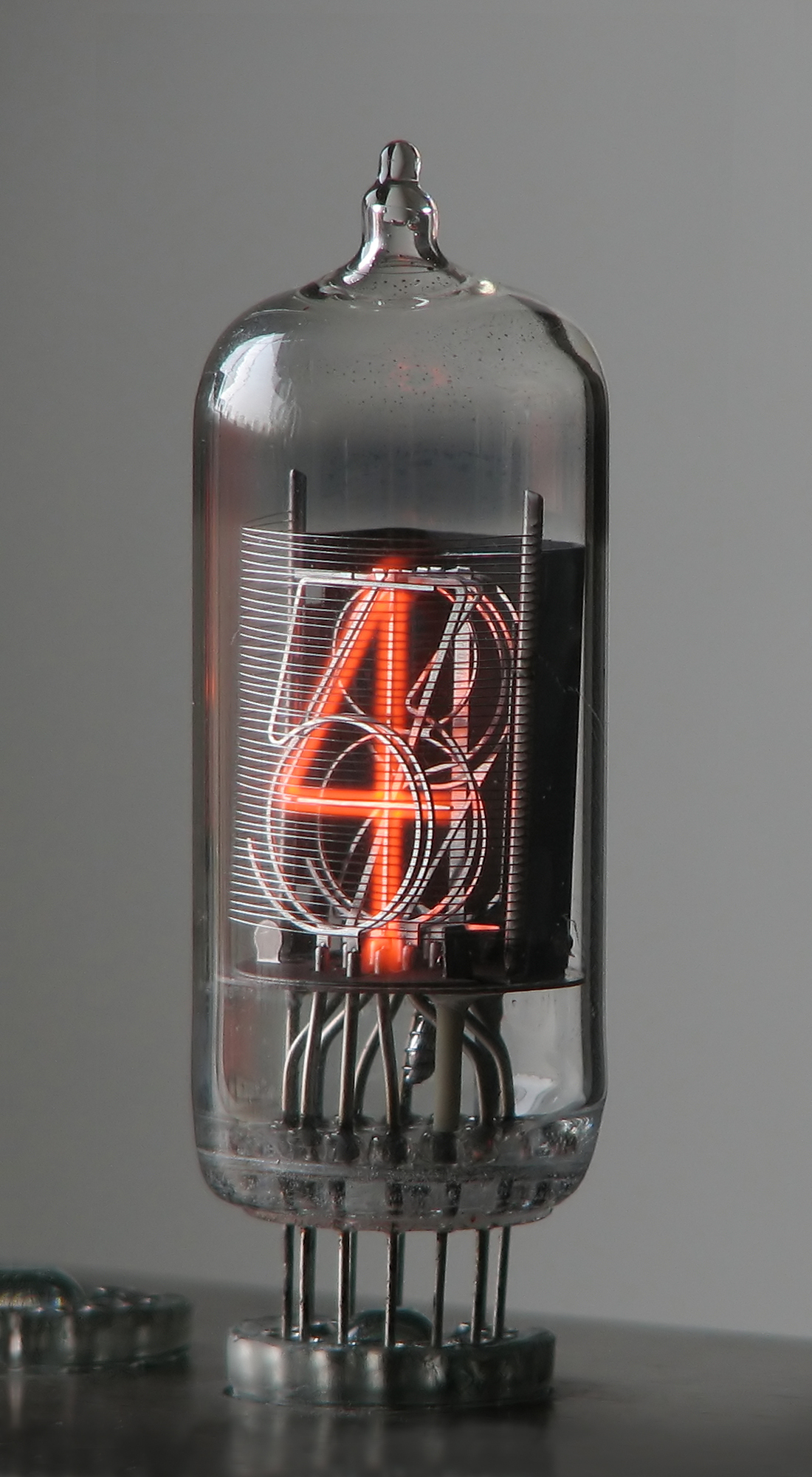
Egy tipikus Nixie-cső

A nixie-csöveket numerikus kijelzőkként alkalmazták a korai digitális feszültségmérőkön, multimétereken, frekvencia-számlálókon és sok egyéb műszaki berendezésen. Megjelentek a kutató és katonai létesítményekben használt költséges digitális idő-megjelenítőkben; számos korai, elektronikus asztali számológépben - beleértve az 1961-es Sumlock-Comptometer ANITA Mk VII-et - és még az első elektronikus telefon-kapcsolótáblákban is. Később, a tizennégy-szegmenses formátumú, alfanumerikus változatait felhasználták a repülőterek arrival/departure (érkező/induló) tábláin, és a lyukszalagos gépek (stock ticker) kijelzőin. Néhány felvonó is nixie-csöveket használt az emeletek megjelenítéséhez.

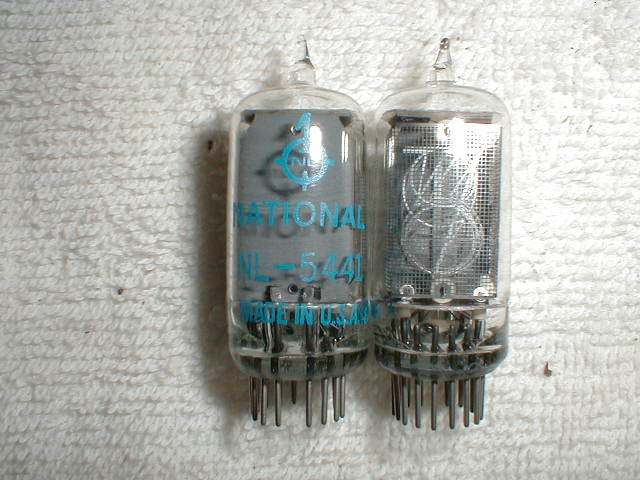
NL-5441 típusú Nixie-csövek

A Nixie-csövek átlagos élettartama körülbelül 5000 (a legkorábbi típusok esetében), és 200 000 (a legutolsó bevezetett típusok esetében) üzemóra között változik. Nincs hivatalos definíció arra nézve, hogy a mechanikai hibát leszámítva mi számít a Nixie-cső élettartamának végének. Egyes források szerint, a kibocsátott fény 50%-os csökkenése már nem elfogadható; bár a katódmérgezés miatt bekövetkező hiányos számjegy-kijelzés nem akadályozza a cső használatát, hasonlóképpen elfogadhatatlannak minősíthető. A Nixie-csövek érzékenyek a különböző meghibásodási módokra, beleértve:
- egyszerű törés;
- repedés, és a hermetikus tömítés szivárgása, amely lehetővé teszi a levegő belépését;
- katódmérgezés, amely részben, vagy teljesen megakadályozza az alkatrész egy vagy több szimbólumának kivilágítását;
- a fény villódzását, vagy kihunyását okozó megnövekedett feszültség;
- az elektróda-fém üvegburára rakódása, amely blokkolja a katód fényét;
- belső szakadás vagy rövidzárlat, amely lehet fizikai behatás vagy a porlasztódás (sputtering) következménye.

A Nixie-csövek meghatározott elektromos paraméterein kívüli működtetése felgyorsítja azok tönkremenetelét; különösen a túláram, amely megnöveli az elektródák porlasztódását (sputtering). A porlasztódás néhány esetben annyira szélsőséges volt, hogy az a Nixie-cső katódjainak teljes eltűnését eredményezte.
Még ma is számos, Nixie-csöves kijelzővel ellátott berendezés működik, bár nagy részük már legalább 30-40 éve folyamatosan üzemel. Ezek az alkatrészek - mivelhogy feleslegben vannak - könnyen elérhetők és nagyon alacsony költséggel beszerezhetők. Az egykori Szovjetunió területén, a Nixie-csöveket még az 1980-as években is nagy mennyiségben gyártották, így az orosz és a kelet-európai Nixie-csövek továbbra is kaphatóak.
A Nixie-cső egyik előnye, hogy a katódok az olvashatóság érdekében tipográfiailag megtervezettek és kialakítottak. A legtöbb fajtában a katódok nem számsorrendben helyezkednek el, hanem úgy, hogy az éppen világító előtti katódok csak minimálisan takarják ki azt. A számsorozat ritkán adott, az egyik lehetséges elrendezés elölről hátulra: 6 7 5 8 4 3 9 2 0 1.

## Története

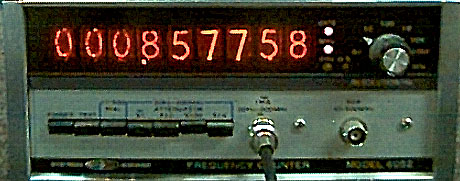
Systron-Donner frekvencia-számláló 1973-ból, Nixie-csöves kijelzővel

A Nixie-kijelzőket a Haydu Brothers Laboratories (melynek alapítói Haydu K. György, és Haydu Zoltán a második világháború elején kivándorolt magyar testvérpár), egy kis elektroncső-gyártó cég fejlesztette ki, és a Burroughs Corporation - amely megvásárolta a Haydu-t és bejegyeztette a Nixie védjegyet - mutatta be 1955-ben. A „nixie” elnevezés a „NIX 1” szóból, a Numeric Indicator eXperimental No. 1 (kísérleti számkijelző No. 1) lerövidítéséből származik. Ugyanilyen elven működő, hasonló eszközöket már az 1930-as években szabadalmaztattak; és 1954-ben a National Union Co. Inditron márkanév alatt forgalomba hozta az első sorozatgyártásban készült kijelző csöveket is. Mindazonáltal, ezek konstrukciója durvább, az átlagos élettartamuk rövidebb volt; és az összetett perifériájuk miatt nem volt sok alkalmazásuk sem.
A Burroughs vállalat birtokában volt egy másik Haydu cső, amely úgy is működhetett, mint egy digitális számláló; és közvetlenül egy Nixie-csöves kijelzőt vezérelt. Ez volt a trochotron, későbbi hivatalos nevén Beam-X Switch számlálócső, illetve másik nevén magnetron sugár-váltó cső, utalva a magnetronnal való hasonlóságára. A trochotronokat felhasználtak az UNIVAC 1101 számítógéphez, valamint órákhoz és frekvencia-számlálókhoz.
Más cégek is gyártottak néhány Nixie-szerű kijelzőt, melyet különböző védjeggyel láttak el, ilyenek voltak a Digitron, Inditron és Numicator.  Ennek a kialakításnak több száz változatát hozta létre és gyártotta számos cég, az  1950-es évektől az 1990-es évekig.

## Reneszánsza

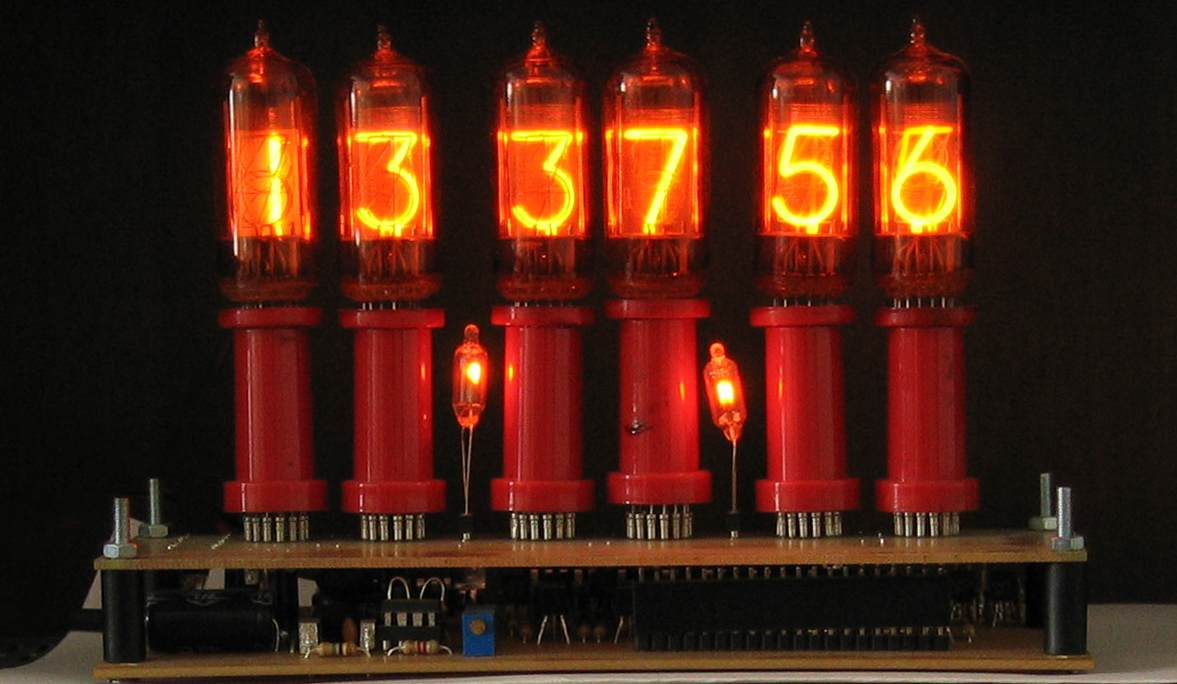
Egy Nixie-óra

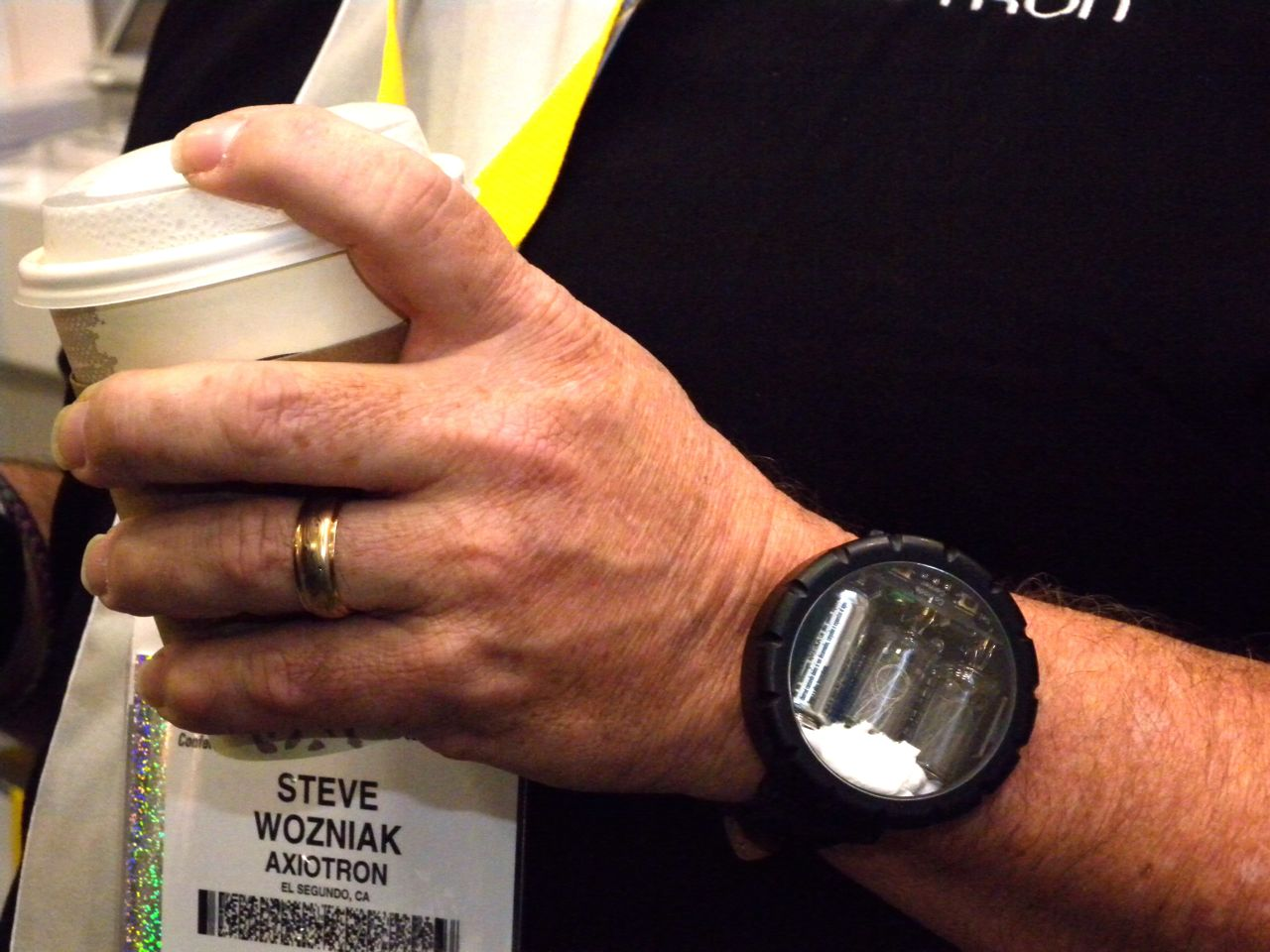
Egy Nixie-óra Steve Wozniak, az Apple társalapítója csuklóján

A modern digitális kijelzők esztétikájának elégedetlenségére hivatkozva, illetve az elavult technológiák iránti nosztalgikus szeretetből, a jelentős számú elektronikai rajongó az elmúlt években érdeklődést mutatott az újjáéledő Nixie-csövek iránt. Az el nem adott csöveket, amelyek évtizedekig álltak a raktárakban, újból előhozták és használatba vették; a leggyakoribb alkalmazás a házi-készítésű digitális óra. Ez némileg ironikus, hiszen a fénykorukban, a Nixie-csöveket túl drágának gondolták a tömegpiaci fogyasztási cikkekhez, mint például az órákhoz. Ez utóbbi ugrásszerű kereslet miatt az árak jelentősen megemelkedtek, különösen a nagy csövek esetében. A legnagyobb ismert típus, amely gyűjtők kezében van, a Rodan CD47/GR-414 (220 mm magas), példányait több száz dolláros darabáron adták el. De ezek nagyon ritkák, és csak a világ néhány területén találják meg őket a kitartó szerencsevadászok. A többi nagy típus (a megjelenített számjegy nagyobb, mint 25 mm) árai két-, három- vagy többszörösükre emelkedtek 1998 és 2005 között.[forrás?]

## Fordítás
- Ez a szócikk részben vagy egészben  a   Nixie tube című angol Wikipédia-szócikk fordításán alapul.  Az eredeti cikk szerkesztőit annak laptörténete sorolja fel. Ez a jelzés csupán a megfogalmazás eredetét és a szerzői jogokat jelzi, nem szolgál a cikkben szereplő információk forrásmegjelöléseként.